# Kanton Châtillon-Coligny
Kanton Châtillon-Coligny (francouzsky Canton de Châtillon-Coligny) je francouzský kanton v departementu Loiret v regionu Centre-Val de Loire. Tvoří ho 12 obcí.

## Obce kantonu
- Aillant-sur-Milleron
- Châtillon-Coligny
- Cortrat
- Dammarie-sur-Loing
- La Chapelle-sur-Aveyron
- Le Charme
- Montbouy
- Montcresson
- Nogent-sur-Vernisson
- Pressigny-les-Pins
- Sainte-Geneviève-des-Bois
- Saint-Maurice-sur-Aveyron